# John G. Downey
John Gately Downey (Roscommon, 24 giugno 1827 – Los Angeles, 1º marzo 1894) è stato un politico irlandese naturalizzato statunitense.

## Biografia
Nato in Irlanda, è emigrato con la famiglia negli Stati Uniti quando aveva 14 anni.
È stato il settimo governatore della California, in carica dal gennaio 1860 al gennaio 1862. Rappresentante del Partito Democratico, è stato anche vice-governatore della California per alcuni giorni nel gennaio 1860.
Fino all'elezione di Arnold Schwarzenegger a governatore, avvenuta nel 2003, è stato l'unico governatore della California ed essere nato al di fuori degli Stati Uniti d'America.